# Hadennia emmelodes
Hadennia emmelodes är en fjärilsart som beskrevs av George Thomas Bethune-Baker 1908. Hadennia emmelodes ingår i släktet Hadennia och familjen nattflyn. Inga underarter finns listade i Catalogue of Life.